# Reportáž psaná na oprátce

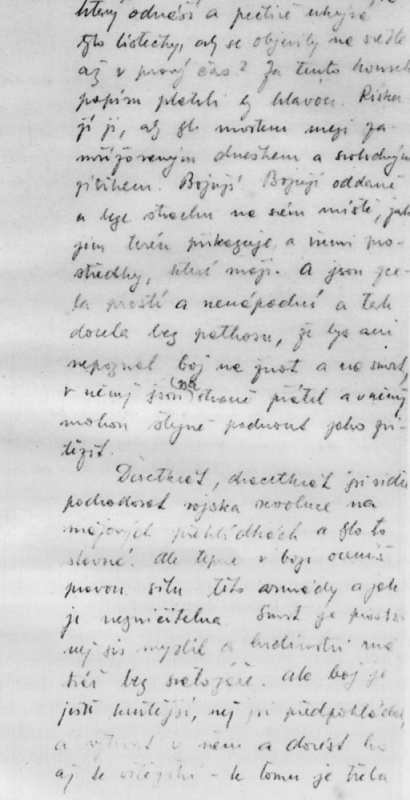
Vězeňský rukopis Julia Fučíka

Reportáž psaná na oprátce (v originále, který však až do 90. let nebyl nikdy respektován: Reportáž, psaná na oprátce) byly dopisy Julia Fučíka sestavené z motáků, které psal od přelomu března a dubna 1943 z vězení v Praze na Pankráci.

## Před vydáním Reportáže
Julius Fučík svěřoval motáky po částech dozorci Adolfu Kolínskému, jenž je vynášel ven a uschovával na různých místech. Na této činnosti se podílel rovněž český strážník Jaroslav Hora, který vedle jiných vězňů pomáhal i Fučíkovi a spolupracoval s Kolínským.
Celkem stihl Fučík popsat 167 motáků, které se po válce často složitými cestami nakonec sešly v rukou Fučíkovy manželky Gusty. Ta se s Fučíkovým přítelem Ladislavem Štollem, komunistickým literárním kritikem a pozdějším ministrem školství a kultury, stala vyvolenou strážkyní Fučíkova odkazu.
V současnosti je rukopis spolu s domácími i zahraničními vydáními Reportáže uchováván v pražském Muzeu dělnického hnutí, o.p.s. (od roku 2014 sbírka bezúplatně darována Národnímu muzeu Praha).

### Adolf Kolínský
Je paradoxem, že muži, bez jehož nasazení by se o Reportáži svět nikdy nedozvěděl, nosil jeho čin po převzetí moci komunisty spíše smůlu. V lednu 1954 žádal Adolf Kolínský ministra kultury Václava Kopeckého, aby bylo jeho jméno propříště v relacích o Fučíkovi určených veřejnosti vypuštěno, neboť „časté uvádění mého jména ve spojitosti s dílem J. Fučíka budí v lidech nedůvěru v mé činy, neboť lidé jsou již takoví, že si myslí, že uznání a vděk se projevují nikoliv slovy, nýbrž opět činy. Touto nedůvěrou trpím já i moje rodina a jistě to není ani v zájmu věci samotné“.

## Charakteristika díla
V díle se dramaticky a emotivně líčí protinacistický odboj, výslechy, postavy spoluvězňů a dozorců. Text kolísá mezi svědectvím a sebestylizací. Autor zde nepochybuje o porážce nacismu a věří v komunismus jako jedinou budoucnost lidstva. Profesor slavistiky z Pensylvánské univerzity Petr Steiner tyto texty neoznačuje za reportáže, ale romance, tedy sentimentální žánr se šťastným koncem: „Ve svých textech se vědomě snažil zobrazit svět ne takový, jaký je, nýbrž jaký by měl být. A forma romance tomuto účelu ideálně vyhovovala.“ Dospěl také k závěru, že Fučík se často stylizoval do role Ježíše Krista, který šíří pravou víru. Gusta Fučíková v prvním vydání vynechala pasáže, ve kterých Fučík nastínil, že hrál s gestapem „vysokou hru“, tedy falšoval své výpovědi a odvolával se na protokoly ze svých výslechů. Mnozí kritikové díla to označili za zradu odbojové skupiny a spolupráci s vyšetřovateli. 
Úplné kritické vydání Reportáže a analýza motáků provedená v roce 1990 Kriminalistickým ústavem prokázaly, že se nejednalo o mystifikaci. Rukopis byl psán Fučíkovou rukou, jediným autorem. Zásahy cenzury (vypouštění textu), byť velmi malé, ovlivnily celkové vyznění díla (viz např. porovnání části původního a zcenzurovaného textu).

## Překlady a česká vydání
Reportáž psaná na oprátce je nejpřekládanější knihou české literatury, byla přeložena do asi 90 jazyků.
Databáze NK ČR uvádí v období 1945–1994 celkem 35 vydání v češtině. 

## Kritické vydání
V roce 2008 vydalo Ottovo nakladatelství první vydání faksimile rukopisu. Předmluvu napsal Zdeněk Mahler.
Autorství, originalita a úplnost rukopisu byly v minulosti některými lidmi zpochybňovány. V roce 1990 byl rukopis Reportáže prozkoumán pražským Kriminalistickým ústavem. Podle jeho zprávy ze dne 27. června 1990 je autorem skutečně Julius Fučík. Dále bylo potvrzeno, že na žádném ze 167 listů rukopisu nebyly zjištěny žádné mechanické nebo chemické pozměňující zásahy nebo textové opravy a vpisy kromě oprav provedených autorem.